# Riksväg 9, Nederländerna

A9

Riksväg 9 (Rijksweg 9) i Nederländerna går från Diemen till De Kooy. Vägen startar som motorväg (numrerad A9) vid Riksväg 1 i Diemen. Vägen ansluter sedan till riksvägarna 2, 4, 5 och 22, innan den är framme i Alkmaar. Där tar motorvägen slut, vägen fortsätter sedan som motortrafikled (numrerad N9) till De Kooy.